# Acuerdo de los diecisiete puntos
El Acuerdo de Diecisiete Puntos, oficialmente Acuerdo del Gobierno Popular Central y el Gobierno Local del Tíbet sobre Medidas para la Liberación Pacífica del Tíbet, fue un documento relativo al estatus del Tíbet dentro de la República Popular China. Fue firmado por los plenipotenciarios del gobierno popular central y del gobierno tibetano el 23 de mayo de 1951, en Zhongnanhai, Beijing. El decimocuarto Dalai Lama, Tenzin Gyatso, ratificó el acuerdo a través de un telegrama el 24 de octubre de 1951.
Sin embargo, Gyatso repudió el acuerdo siete años después, el 18 de abril de 1959, declarando que este se había firmado bajo coacción. La Administración Central Tibetana, que se formó después de 1960 como gobierno en el exilio, considera el acuerdo inválido, mientras que Ngapoi Ngawang Jigme, que encabezó la delegación tibetana durante las negociaciones del acuerdo, opina que no hubo coacción alguna. La validez del acuerdo sigue siendo motivo de controversia.

## Historia
Después de la caída de la dinastía Qing en 1912, el decimotercer Dalai Lama declaró la independencia del Tíbet, pese a las repetidas críticas del gobierno republicano en Beijing. El 1 de octubre de 1949, el décimo Panchen Lama escribió un telégrafo para felicitar a los comunistas chinos por la liberación del noroeste y el establecimiento de la República Popular China, expresando su entusiasmo por la inminente liberación del Tíbet. El Ejército Popular de Liberación cruzó el río Jinsha el 6 o 7 de octubre de 1950 y derrotó al ejército tibetano el 19 de octubre. En lugar de continuar con la campaña militar, China optó por la vía diplomática. 
El actual Dalai Lama cree que el borrador del acuerdo fue escrito por China, y que a los representantes tibetanos no se les permitió sugerir ninguna modificación. China no permitió que los representantes tibetanos se comunicaran con el gobierno tibetano en Lhasa. Lhasa no autorizó a la delegación tibetana a firmar, pero finalmente cedió a la presión de los chinos, usando sellos que fueron diseñados específicamente para ese propósito.

## Acuerdo

### Los diecisiete puntos
1. El pueblo tibetano se unirá y expulsará del Tíbet a las fuerzas imperialistas invasoras; El pueblo tibetano volverá a la gran familia de la patria. – La República Popular de China.

2. El gobierno local del Tíbet ayudará activamente al Ejército Popular de Liberación a entrar al Tíbet y consolidar las defensas nacionales.
3. De acuerdo con la política hacia las nacionalidades establecida en el Programa Común de la Conferencia Consultiva Política del Pueblo Chino, el pueblo tibetano tiene derecho a ejercer la autonomía nacional regional bajo la dirección unificada del Gobierno de la República Popular China.
4. Las autoridades centrales no alterarán el sistema político existente en el Tíbet. Las autoridades centrales tampoco alterarán el estatus, funciones y poderes establecidos del Dalai Lama. Continuarán en sus cargos los funcionarios de diversos rangos.
5. Se mantendrán el estatus, las funciones y los poderes establecidos del Panchen Lama.
6. Por estatus, funciones y poderes establecidos del Dalai Lama y del Panchen Lama se entiende el estatus, funciones y poderes del decimotercer Dalai Lama y del noveno Panchen Lama cuando tenían relaciones amistosas y amistosas entre sí.
7. Se aplicará la política de libertad de creencias religiosas establecida en el programa común. Se respetarán las creencias, costumbres y hábitos religiosos del pueblo tibetano y se protegerán los monasterios. Las autoridades centrales no efectuarán ningún cambio en los ingresos de los monasterios.
8. Las tropas tibetanas se reorganizarán gradualmente en el EPL y pasarán a formar parte de las fuerzas de defensa de la República Popular China.
9. La lengua hablada y escrita y el sistema educativo de la región tibetana se desarrollarán paso a paso de acuerdo con las condiciones reales del Tíbet.
10.La agricultura, la ganadería, la industria y el comercio tibetanos se desarrollarán paso a paso y los medios de vida del pueblo mejorarán paso a paso de acuerdo con las condiciones reales en el Tíbet.
11. En asuntos relacionados con diversas reformas en el Tíbet, no habrá coacción por parte de las autoridades centrales. El gobierno local del Tíbet llevará a cabo reformas por su propia voluntad y, cuando el pueblo presente demandas de reforma, se resolverán mediante consultas con el personal dirigente del Tíbet.
12. En la medida en que ex funcionarios proimperialistas y pro- Kuomintang rompan resueltamente sus relaciones con el imperialismo y el Kuomintang y no participen en sabotaje o resistencia, pueden continuar ocupando cargos independientemente de su pasado.
13. El contingente del Ejército Popular de Liberación que entre en el Tíbet respetará todas las políticas antes mencionadas y también será justo en todo el comercio y no tomará arbitrariamente una aguja o hilo del pueblo.
14. El Gobierno Popular Central tendrá el manejo centralizado de todos los asuntos externos del Tíbet; Habrá una coexistencia pacífica con los países vecinos, así como el establecimiento y desarrollo de relaciones comerciales justas con ellos sobre la base de la igualdad, el beneficio mutuo y el respeto mutuo por el territorio y la soberanía.
15. Para garantizar la implementación de este acuerdo, el Gobierno Popular Central establecerá un comité militar y administrativo y un cuartel general de la zona militar en el Tíbet y – aparte del personal enviado allí por el Gobierno Popular Central – absorberá tanto personal tibetano local como sea posible para participar en el trabajo. El personal tibetano local que participa en el comité militar y administrativo puede incluir elementos patrióticos del gobierno local del Tíbet, varios distritos y varios monasterios principales; la lista de nombres se establecerá previa consulta entre los representantes designados por el Gobierno Popular Central y los diversos sectores interesados, y se presentará al Gobierno Popular Central para su nombramiento.
16. Los fondos necesarios para el comité militar y administrativo, el cuartel general de la zona militar y el Ejército Popular de Liberación que ingresa al Tíbet serán proporcionados por el Gobierno Popular Central. El gobierno local del Tíbet ayudará al Ejército Popular de Liberación en la compra y transporte de alimentos, forraje y otras necesidades diarias.

17. Este acuerdo entrará en vigor inmediatamente después de que se le coloquen las firmas y sellos.
Acuerdo de los 17 Puntos

### Negociaciones
La delegación tibetana mostró su oposición a las referencias a "fuerzas imperialistas invasoras", aunque luego admitió que dichas fuerzas podrían estar operando en Tíbet sin su conocimiento. Se preguntó a los puntos 2 y 3 sobre el significado de "gobierno local", aunque no se discutió el significado de "autonomía regional nacional", ya que la delegación tibetana supuso que las cosas seguirían como antes. 
La delegación de Ngapoi intentó eliminar las garantías de poder para el Panchen Lama en los puntos 5 y 6, pero la delegación china respondió que el Panchen Lama y el Dalai Lama deberían ser tratados de la misma manera; o se garantizaba el poder para ambos, o para ninguno. 
Los desacuerdos fundamentales sobre el punto 8, la disolución del ejército tibetano, dieron lugar a la promesa de renegociar la cuestión más adelante. El punto más polémico fue el 15, relativo al establecimiento de un comité militar y administrativo, ya que la delegación tibetana consideró que contradecía el punto 11 sobre la realización de reformas por parte del gobierno local tibetano. La mayoría de los demás puntos fueron aceptados sin comentarios o con pequeños ajustes de traducción. 
Para contentar a la delegación china, posteriormente se establecieron otros acuerdos secretos sobre cuestiones como el mantenimiento del ejército tibetano.

### Firma del acuerdo
El acuerdo fue firmado por Ngapoi Ngawang Jigme, que defendía la aquiescencia tibetana ante China, y sellado en Beijing el 23 de mayo de 1951 y confirmado por el gobierno del Tíbet unos meses más tarde.Además, el Dalai Lama hizo un anuncio público para ratificar el acuerdo, y su aceptación también fue enviada a Beijing en forma de telegrama el 24 de octubre de 1951:
"Este año, el plenipotenciario del gobierno local tibetano, Ngapoi Ngawang Jigme y otras cinco personas, llegaron a Beijing a finales de abril de 1951 para llevar a cabo conversaciones de paz con el plenipotenciario designado por el Gobierno Popular Central. Sobre la base de la amistad, los representantes de ambas partes firmaron el acuerdo sobre medidas para la liberación pacífica del Tíbet el 23 de mayo de 1951. El gobierno local del Tíbet, así como el pueblo eclesiástico y secular, apoyan unánimemente este acuerdo, y bajo el liderazgo del Presidente Mao y el Gobierno Popular Central., apoyará activamente al Ejército Popular de Liberación del Tíbet en la consolidación de la defensa nacional, expulsará las influencias imperialistas del Tíbet y salvaguardará la unificación del territorio y la soberanía de la Patria".
Mao Zedong respondió el 24 de octubre de 1951:
Ya se ha recibido su telégrafo del 24 de octubre de 1951. Le agradezco sus esfuerzos para implementar el acuerdo sobre la liberación pacífica del Tíbet y me gustaría expresarle mis más sinceras felicitaciones.
Según el gobierno tibetano en el exilio, algunos miembros del gabinete tibetano, como el primer ministro Lukhangwa, nunca aceptaron el acuerdo. Pero la Asamblea Nacional del Tíbet, "aunque reconoció las circunstancias atenuantes bajo las cuales los delegados tuvieron que firmar el 'acuerdo', pidió al gobierno que aceptara el 'acuerdo'. ... el Kashag le dijo a Zhang Jingwu que enviaría por radio su aceptación del 'acuerdo'".

### Texto completo del acuerdo
|  |
|  |

|  |
|  |

|  |
|  |

|  |
|  |

|  |
|  |

|  |
|  |

|  |
|  |

|  |
|  |

|  |
|  |

|  |
|  |

|  |
|  |

|  |
|  |

|  |
|  |

|  |
|  |

|  |
|  |

|  |
|  |

## Repudia del acuerdo
La firma del acuerdo de los Diecisiete Puntos fue posteriormente impugnada por la comunidad tibetana exiliada, que acusó a los delegados del Tíbet de haber sido obligados a firmar bajo coacción y a los chinos de falsificar los sellos del gobierno tibetano. La comunidad de exiliados y sus partidarios siguen afirmando que a los tibetanos no se les permitió sugerir ninguna modificación y que el gobierno chino no les permitió comunicarse con Lhasa.
El jurista alemán Eckart Klein considera que el acuerdo no es válido y que se firmó bajo coacción.
Según el tibetólogo Melvyn Goldstein, el acuerdo puede seguir siendo válido incluso si se firma bajo amenaza militar por parte de los chinos, pero no si los negociadores tibetanos no tuvieran poderes para conceder a los chinos:

The Chinese did make new seals for the Tibetans, but these were just personal seals with each delegate's name carved on them. Other than this, there were no forged government seals. Part of the confusion derives from the fact that Ngabo had in his possession the seal of the governor of Eastern Tibet but chose not to use it. That seal, however, was not the official seal of the Tibetan government, so not using it did not lessen the validity of the agreement. In his autobiography, the Dalai Lama states that the Tibetan delegates claimed they were forced 'under duress' to sign the agreement ... Their feeling of duress derives from the general Chinese threat to use military force again in Central Tibet if an agreement was not concluded. However, according to international law, this does not invalidate an agreement. So long as there is no physical violence against the signatories, an agreement is valid. However, the validity of the agreement is premised on the signatories' full authority to finalize an agreement, and this, as we saw was clearly not the case. So in this sense, the Dalai Lama actually had grounds to disavow it.
Los chinos hicieron nuevos sellos para los tibetanos, pero sólo eran sellos personales con el nombre de cada delegado grabado en ellos. Aparte de esto, no había sellos gubernamentales falsificados. Parte de la confusión se debe a que Ngabo tenía en su poder el sello del gobernador de Tíbet Oriental, pero decidió no utilizarlo. Sin embargo, ese sello no era el sello oficial del gobierno tibetano, por lo que no utilizarlo no restaba validez al acuerdo. En su autobiografía, el Dalai Lama afirma que los delegados tibetanos afirmaron que se vieron obligados "bajo coacción" a firmar el acuerdo... Su sentimiento de coacción se deriva de la amenaza general china de volver a utilizar la fuerza militar en el Tíbet Central si no se llegaba a un acuerdo. Sin embargo, según el derecho internacional, esto no invalida un acuerdo. Mientras no haya violencia física contra los firmantes, un acuerdo es válido. Sin embargo, la validez del acuerdo se basa en la plena autoridad de los firmantes para finalizar un acuerdo, y este, como hemos visto, claramente no era el caso. Así que, en este sentido, el Dalai Lama tenía motivos para desautorizarlo.
Melvin Goldstein, 2003

En septiembre de 1951, Estados Unidos informó al Dalai Lama que para recibir su asistencia y apoyo, debería abandonar el Tíbet y repudiar públicamente los "acuerdos celebrados bajo coacción" entre los representantes del Tíbet y los comunistas.
Ocho años después de la firma y ratificación del acuerdo, en el camino que le llevaba al exilio en la India, el 14.º Dalai Lama llegó el 26 de marzo de 1959 a Lhuntse Dzong, donde repudió el Acuerdo de los Diecisiete Puntos por haber sido "impuesto al Gobierno tibetano y pueblo por la amenaza de las armas" y reafirmó a su gobierno como el único representante legítimo del Tíbet. El 20 de junio de 1959, en una conferencia de prensa convocada en Mussoorie, el decimocuarto Dalai Lama repudió el acuerdo una vez más, explicando que, "dado que la propia China había roto los términos de su propio Acuerdo, ya no podía haber ninguna base legal para reconocerlo".
En su ensayo Hidden Tibet: History of Independence and Occupation publicado por la Biblioteca de Obras y Archivos Tibetanos de Dharamsala, SL Kuzmin escribe que el Acuerdo tenía defectos críticos. El uso de sellos personales recién hechos en lugar de sellos gubernamentales oficiales no era legal. Los delegados tibetanos se excedieron en su autoridad al firmar el Acuerdo sin la aprobación del Dalai Lama y el Kashag. El preámbulo del Acuerdo contenía clichés ideológicos que no se corresponden con la realidad. El gobierno chino ordenó a los soldados del EPL que entraron en el Tíbet ordenar al gobierno "local" que enviara a su gente a negociar con el gobierno central; las partes contratantes lo reconocieron en el Preámbulo y en el Punto 2, por lo que el acuerdo se firmó bajo amenaza militar. El Acuerdo se redactó de tal manera que varios términos eran ambiguos y permitían interpretaciones diferentes por parte de chinos y tibetanos. También contiene algunas contradicciones internas.

## Legado
Los puntos del acuerdo que más beneficiaron a China fueron el primero, octavo y decimocuarto. El primero anexó el Tíbet como parte de China y lo convirtió en territorio chino. Esto fue impuesto por China, cuya ocupación del Tíbet y la aplicación de sus normas y costumbres eran imperativas para la asimilación del territorio. Además, el punto decimocuarto del acuerdo otorgaba a China la representación exterior del Tíbet. Como resultado, China pudo controlar los asuntos, el comercio, las fronteras y las relaciones internacionales del Tíbet. Este efecto sigue desempeñando un papel, como se vio en la disputa fronteriza entre India y China. Por último, el octavo punto fue crucial para una mayor anexión y desarrollo del Tíbet por parte de China. Al incorporar su ejército a la provincia, aseguraron la continuidad del dominio chino y la asimilación en la región.
El punto 3 del acuerdo define el estatus del Tíbet bajo la República Popular China como región autónoma bajo el gobierno chino, y que se seguiría una política de un país, dos sistemas con el Tíbet. Los puntos cuarto, quinto y sexto del acuerdo consolidan aún más este sistema, prometiendo al Tíbet que China no intervendría en el estatus y la política del gobierno tibetano. Sin embargo, el gobierno tibetano sostiene que, hasta la fecha, el gobierno de la República Popular China no ha respetado estas cláusulas que prometen autonomía regional y libertad al pueblo tibetano. Si bien la ocupación china del Tíbet provocó el exilio del Dalai Lama, China ha reforzado posteriormente las medidas de seguridad en el Tíbet. Además, casos recientes como el secuestro del Penchen Lama, el nombramiento de otro alternativo por el gobierno chino y el apoyo forzado de monjes de Dorje Drak al Partido Comunista son otras señales de la influencia e intervención china en la política tibetana.
El tibetano de lhasa, principal lengua indígena del Tíbet, ha pasado por períodos de aceptación y supresión por parte del gobierno. La escolarización y la política del gobierno chino de establecer el mandarín como idioma oficial y común de China han provocado una disminución en el uso del mismo, que ya no se enseña tan ampliamente en las escuelas como antes.] Al igual que el idioma, el comercio y el control del gobierno tibetano sobre él ha experimentado una gran variación desde 1951. Los puntos 10, 11 y 13 abordan la autonomía del Tíbet para decidir las reformas y su economía. Las políticas de China, como el Plan de Acción Laboral y de Capacitación de Agricultores y Pastores 2019-2020, que se implementó para aliviar la pobreza, obligaron a los agricultores tibetanos a renunciar a sus derechos sobre la tierra y trasladarse a áreas urbanas para trabajar como trabajadores asalariados. A partir de 2020, a los funcionarios tibetanos se les asignaron cuotas para la cantidad de tibetanos que debían inscribirse en dichos programas.